# The Silent Circus
The Silent Circus är det är det amerikanska progressive metal-bandet Between the Buried and Mes andra studioalbum. Albumet gavs ut i oktober 2003 på Victory Records, bandets första skiva på detta bolag.

## Låtlista
All sångtext är skriven av Tommy Giles Rogers, alla låtar är komponerade av Between the Buried and Me.
| Nr  | Titel                             | Längd |
| --- | --------------------------------- | ----- |
| 1.  | "Lost Perfection A) Coulrophobia" | 4:13  |
| 2.  | "B) Anablephobia"                 | 3:01  |
| 3.  | "Camilla Rhodes"                  | 4:49  |
| 4.  | "Mordecai"                        | 5:48  |
| 5.  | "Reaction"                        | 2:01  |
| 6.  | "(Shevanel Take 2)"               | 3:14  |
| 7.  | "Ad a dglgmut"                    | 7:38  |
| 8.  | "Destructo Spin"                  | 4:46  |
| 9.  | "Aesthetic"                       | 3:45  |
| 10. | "The Need for Repetition"         | 13:37 |

## Medverkande
Musiker
- Tommy Giles Rogers – sång
- Paul Waggoner – lead- och rytmgitarr, bakgrundssång
- Nick Fletcher – rytmgitarr
- Jason King – basgitarr
- Mark Castillo – trummor

Produktion
- Matthew Ellard – producent, inspelningstekniker, mixning
- Between the Buried and Me – producent
- Carl Platter – trumtekniker